# Рублино (Брянская область)
Ру́блино (Рубленое) — деревня в Дятьковском районе Брянской области, в составе Верховского сельского поселения. Расположена в 2,5 км к северо-востоку от посёлка Стеклянная Радица. Постоянное население — 4 человека (2010).
Возникла около 1930 года; до 1968 входила в Брянский район (Стекляннорадицкий сельсовет). В настоящее время восточная часть деревни застроена дачами.
| Годы      | 1979 | 1989 | 2002 | 2010 |
| --------- | ---- | ---- | ---- | ---- |
| Население | 53   | 29   | 12   | 4    |